# Spoorlijn Svenstrup - Hvalpsund
De spoorlijn Svenstrup - Hvalpsund (Deens: Hvalpsundbanen) was een regionale spoorlijn tussen Svenstrup en Hvalpsund van het schiereiland Jutland in Denemarken.

## Geschiedenis
De lijn tussen Svenstrup en Aars is geopend door de Aars-Nibe-Svenstrup Jernbane (ANSJ) op 15 juli 1893. Op 2 juli 1910 werd het gedeelte tussen Aars en Hvalpsund geopend en veranderde de ANSJ de naam in Aalborg-Hvalpsund Jernbane (AHB). In 1915 fuseerde de AHB met de Fjerritslev-Frederikshavn Jernbane (FFJ) en de Aalborg-Hadsund Jernbane (AHJ) tot Aalborg Privatbaner (ABP). Na de toenemende concurrentie van het wegvervoer en de vervallen toestand van het tracé rond 1960 gingen er stemmen op om de lijn te ontmantelen. In 1969 is vervolgens de lijn gesloten.

## Huidige toestand
Thans is de volledige lijn opgebroken en veranderd in een fietspad.